# Belm
Belm település Németországban, azon belül Alsó-Szászország tartományban. Lakosainak száma 14 255 fő (2023. december 31.). Belm Bramsche, Bissendorf, Wallenhorst, Ostercappeln és Osnabrück községekkel határos.

## Népesség
A település népességének változása:
| Lakosok száma | 13 594 | 13 729 | 13 750 | 13 896 | 14 095 | 14 255 |
|               | 2016   | 2017   | 2019   | 2021   | 2022   | 2023   |